# Mode e modi
Mode e modi  è stato un programma televisivo condotto da Giulia Arena trasmesso dal 7 giugno 2014 su LA7.

## Trasmissione
La conduttrice visita in ogni puntata visita una città diversa per metterne in evidenza "i modi e le mode" del momento. Il programma si occupa di moda, design e costume mettendo in evidenza tutte le tendenze più in voga e spazia da quelle della moda a quelle dell'automobilismo.